# Cosmetus
Genre
Synonymes
- Cosmetigryne Roewer, 1916
- Cosmetellus Roewer, 1928
- Belemnometus Mello-Leitão, 1940
- Procosmetus Mello-Leitão, 1942
- Vervloetia Soares & Soares, 1946
- Cosmetiplus Roewer, 1947
- Orthogryne Avram & Soares, 1983

Cosmetus est un genre d'opilions laniatores de la famille des Cosmetidae.

## Distribution
Les espèces de ce genre se rencontrent au Brésil, au Venezuela, en Colombie, en Équateur, au Pérou et au Panama,.

## Liste des espèces
Selon World Catalogue of Opiliones (17/07/2021) :
- Cosmetus arietinus (Mello-Leitão, 1940)
- Cosmetus balboa Coronato-Ribeiro & Pinto-da-Rocha, 2015
- Cosmetus biacutus Roewer, 1947
- Cosmetus birramosus (González-Sponga, 1998)
- Cosmetus burbayar Coronato-Ribeiro & Pinto-da-Rocha, 2015
- Cosmetus columnaris (Roewer, 1928)
- Cosmetus coxaepunctatus Roewer, 1928
- Cosmetus delicatus (Soares & Soares, 1946)
- Cosmetus flavopictus Simon, 1880
- Cosmetus mesacanthus Kollar, 1839
- Cosmetus migdaliae (González-Sponga, 1992)
- Cosmetus peruvicus (Avram & Soares, 1983)
- Cosmetus pleurostigma Sørensen, 1932
- Cosmetus pollera Coronato-Ribeiro & Pinto-da-Rocha, 2015
- Cosmetus pulcher Goodnight & Goodnight, 1942
- Cosmetus serrulatus (González-Sponga, 1992)
- Cosmetus soerenseni (Mello-Leitão, 1942)
- Cosmetus tamboritos Coronato-Ribeiro & Pinto-da-Rocha, 2015
- Cosmetus turritus Sørensen, 1932
- Cosmetus unispinosus (Roewer, 1916)
- Cosmetus variolosus Mello-Leitão, 1942
- Cosmetus varius Perty, 1833

## Publication originale
- Perty, 1833 : « Arachnides Brasilienses. » Delectus animalium articulatorum, quae in itinere per Brasiliam annis MDCCCXVII-MDCCCXX jussu et auspiciis Maximiliani Josephi I Bavariae Regis augustissimi peracto, collegerunt Dr. J. B. de Spix et Dr. C. F. Ph. de Martius, Friedrich Fleischer, Monachii, p. 191-209 (texte intégral).